# Вільям Пачо
Вільям Хоель Пачо Теноріо (ісп. William Joel Pacho Tenorio, нар. 16 жовтня 2001) — еквадорський футболіст, центральний захисник клубу «Парі Сен-Жермен» і збірної Еквадору.

## Ігрова кар'єра
Народився 16 жовтня 2001 року. Вихованець футбольної школи клубу «Індепендьєнте дель Вальє». Дорослу футбольну кар'єру розпочав 2019 року в основній команді того ж клубу, в якій провів три сезони, взявши участь у 26 матчах чемпіонату. 
28 січня 2022 року за орієнтовні 3 мільйони євро перейшов до бельгійського «Антверпена».

## Виступи за збірну
Восени 2022 року, не маючи в активі жодної офіційної гри за національну збірну Еквадору, був включений до її заявки на тогорічний чемпіонат світу в Катарі.
| Дата       | Місто        | Господарі | Результат          | Гості      | Турнір                            | Голи | Примітки |
| ---------- | ------------ | --------- | ------------------ | ---------- | --------------------------------- | ---- | -------- |
| 28-3-2023  | Мельбурн     | Австралія | 1 – 2              | Еквадор    | товариський матч                  | 1    |          |
| 17-6-2023  | Гаррісон     | Еквадор   | 1 – 0              | Болівія    | товариський матч                  | -    | 36'      |
| 20-6-2023  | Честер       | Еквадор   | 3 – 1              | Коста-Рика | товариський матч                  | 1    |          |
| 7-9-2023   | Буенос-Айрес | Аргентина | 1 – 0              | Еквадор    | Відбір до ЧС 2026                 | -    |          |
| 12-9-2023  | Кіто         | Еквадор   | 2 – 1              | Уругвай    | Відбір до ЧС 2026                 | -    |          |
| 12-10-2023 | Ла-Пас       | Болівія   | 1 – 2              | Еквадор    | Відбір до ЧС 2026                 | -    |          |
| 17-10-2023 | Кіто         | Еквадор   | 0 – 0              | Колумбія   | Відбір до ЧС 2026                 | -    |          |
| 16-11-2023 | Матурін      | Венесуела | 0 – 0              | Еквадор    | Відбір до ЧС 2026                 | -    |          |
| 21-11-2023 | Кіто         | Еквадор   | 1 – 0              | Чилі       | Відбір до ЧС 2026                 | -    |          |
| 24-3-2024  | Гаррісон     | Італія    | 2 – 0              | Еквадор    | товариський матч                  | -    |          |
| 9-6-2024   | Чикаго       | Аргентина | 1 – 0              | Еквадор    | товариський матч                  | -    |          |
| 16-6-2024  | Іст-Гартфорд | Еквадор   | 2 – 1              | Гондурас   | товариський матч                  | -    |          |
| 22-6-2024  | Санта-Клара  | Еквадор   | 1 – 2              | Венесуела  | Копа Америка 2024 - груповий етап | -    |          |
| 26-6-2024  | Парадайз     | Еквадор   | 3 – 1              | Ямайка     | Копа Америка 2024 - груповий етап | -    |          |
| 30-6-2024  | Глендейл     | Мексика   | 0 – 0              | Еквадор    | Копа Америка 2024 - груповий етап | -    |          |
| 4-7-2024   | Х'юстон      | Аргентина | 1 – 1 (4 – 2 п.п.) | Еквадор    | Копа Америка 2024 - чвертьфінал   | -    |          |
| 6-9-2024   | Куритиба     | Бразилія  | 1 – 0              | Еквадор    | Відбір до ЧС 2026                 | -    |          |
| Усього     |              | Матчів    | 17                 |            | Голів                             | 2    |          |

## Титули і досягнення
- Володар Південноамериканського кубка (1):

«Індепендьєнте дель Валле»: 2019
- Чемпіон Еквадору (1):

«Індепендьєнте дель Валле»: 2021
- Володар Кубка Бельгії (1):

«Антверпен»: 2022-23
- Чемпіон Бельгії (1):

«Антверпен»: 2022-23
- Володар Суперкубка Франції (1):

«Парі Сен-Жермен»: 2024
- Чемпіон Франції (1):

«Парі Сен-Жермен»: 2024-25
- Володар Кубка Франції (1):

«Парі Сен-Жермен»: 2024-25
- Переможець Ліги чемпіонів УЄФА (1):

«Парі Сен-Жермен»: 2024-25
- Володар Суперкубка УЄФА (1):

«Парі Сен-Жермен»: 2025